# Eupterella huachucae
Eupterella huachucae är en insektsart som först beskrevs av Lawson 1930.  Eupterella huachucae ingår i släktet Eupterella och familjen dvärgstritar.
Artens utbredningsområde är Arizona. Inga underarter finns listade i Catalogue of Life.